# Núi Kilimanjaro
Kilimanjaro với 3 chóp núi lửa hình nón, Kibo, Mawensi và Shira, là một núi lửa dạng tầng không hoạt động ở đông bắc Tanzania. Mặc dù không phải là núi cao nhất, nhưng Kilimanjaro lại là ngọn núi đứng một mình cao nhất thế giới với độ cao 4.600 m (15.100 ft) từ chân núi, và là đỉnh núi cao nhất châu Phi với độ cao 5.895 m (19.340 ft) và cao thứ 4 trong số 7 đỉnh cao nhất theo từng châu lục trên thế giới.

## Địa chất
Kilimanjaro được cấu thành từ ba ngọn núi lửa riêng biệt: Kibo 5.895 m (19.341 ft); Mawenzi 5.149 m (16.893 ft); và Shira 3.962 m (13.000 ft). Đỉnh Uhuru là đỉnh cao nhất trên miệng của Kibo.
Kilimanjaro là một núi lửa tầng lớn. Hai trong 3 đỉnh của nó là Mawenzi và Shira đã tắt trong khi Kibo không hoạt động như vẫn có thể phun lại nữa. Lần phun trào chính xảy ra trong khoảng 150.000 và 200.000 năm trước.
Mặc dù đã ngừng hoạt động, Kibo có lỗ phun khí gần miệng. Nhiều vụ sụp đổ và trượt lở đất đã diễn ra trên Kibo trong quá khứ, lần trượt tạo ra khu vực được gọi là Western Breach.

## Vẽ bản đồ

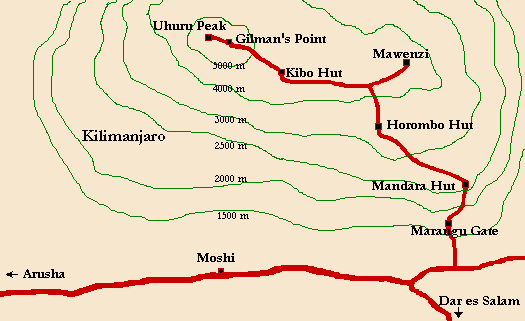
Bản đồ Kilimanjaro

Các bản đồ trước đây về Kilimanjaro được xuất bản bởi Cục khảo sát nước ngoài của Chính phủ Anh (DOS 422 Y742) năm 1963. Việc đo vẽ dựa trên các ảnh hàng không được chụp vào khoảng đầu năm 1959 bằng RAF. Có các bản đồ tỉ lệ 1:50,000 với khoảng cao đều đường đồng mức là 100 ft. Các bản này hiện không còn nữa. Bản đồ du lịch được xuất bản lần đầu tiên bởi Sở khảo sát quân dụng (Ordnance Survey) ở Anh năm 1989 dựa trên bản đồ DOS nguyên thủy (1:100,000, khoảng cao đều 100 ft, DOS 522). Bản đồ này cũng không còn tồn tại. EWP đã tạo ra bản đồ có thông tin du lịch năm 1990 (1:75,000, cao đều 100 m, các bản đồ hình chữ nhật về Kibo và Mawenzi tỷ lệ 1:20.000 và 1:30.000 theo thứ tự và cao đều 50 m). Trong vài năm gần đây, nhiều loại bản đồ khác đã được thành lập với nhiều chất lượng khác nhau. Bản đồ lộ trình 3D cũng có trực tuyến trên mạng.

## Đặc điểm vật lý

Kibo 3D

Kilimanjaro cao khoảng 5.100 m (16.732 ft) từ chân của nó trên đồng bằng gần Moshi. Kibo được giới hạn bởi một hình nón gần như đối xứng với vách cao từ 180 đến 200m ở sườn phía nam. Những vách này tạo ra một trũng sụt miệng núi lửa rộng 2,5 km. Trong trũng này là một miệng núi lửa có tên Reusch. Miệng núi lửa này được đặt theo tên tiến sĩ Richard Reusch. Tên gọi được chính phủ Tanganyika đặt năm 1954 cùng lúc với việc trao cho Reusch huy chương vàng về kỷ lục leo núi Kilmanjaro lần thứ 25. Reusch đã leo Kilimanjaro 65 lần và giúp thiết lập độ cao chính xác của miệng núi lửa này. Trong miệng núi lửa Reusche nằm ở Ash Pit. Reusche Crater được bao bọc bởi các đụn tro núi lửa cao 400 foot (120 m).

### Băng

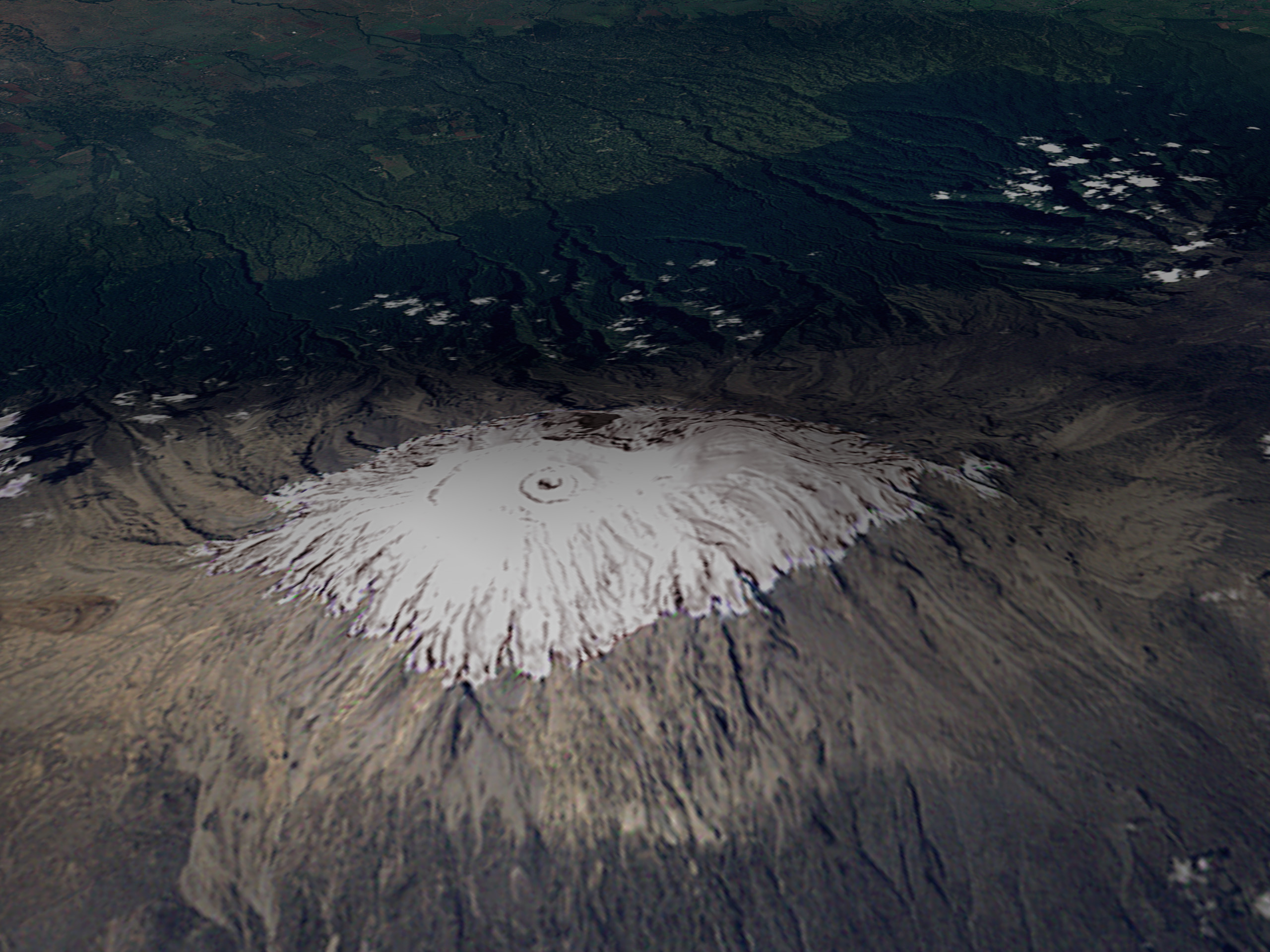
Mũ băng năm 1993

Vào cuối thập niên 1880, đỉnh Kibo bị băng bao phủ hoàn toàn với các sông băng chảy xuống ở các sườn phía tây và nam, và ngoại trừ vùng hình nón phía trong, toàn bộ vùng trũng miệng núi lửa bị băng vùi. Sông băng cũng chảy qua Western Breach.
Việc kiểm tra các lõi băng được lấy từ vùng băng phía bắc chỉ ra rằng "tuyết của Kilimanjaro" (aka glaciers) có tuổi 11.700 năm. Mũ băng liên tục phủ trên diện tích 400 kilômét vuông (150 dặm vuông Anh) đã phủ lên ngọn núi trong suốt thời kỳ băng hà lớn nhất, mở rộng qua các đỉnh Kibo và Mawenzi. Băng hà đã tồn tại qua các môi trường hạn hán trong 3 thế kỷ bắt đầu từ khoảng 2200 TCN.
Giai đoạn từ 1912 đến nay đã chứng kiến sự biến mất của hơn 80% băng phủ trên Kilimanjaro. Từ 1912 đến 1953 mất đi gần 1% mỗi năm, trong khi 1989–2007 mất đi gần 2,5% mỗi năm. Trong số băng vẫn còn tồn tại đến năm 2000, 26% đã mất đi cho đến năm 2007. Diện tích băng của Kilimanjaro đang mỏng dần và thu hẹp dần dường như là duy nhất trong hầu hết 12 thiên niên kỷ lịch sử, nó cùng thời với sự thu hẹp sông băng ở các vĩ độ trung-đến-thấp trên toàn cầu. Với tốc độ hiện tại, Kilimanjaro được dự đoán sẽ không còn băng vào khoảng 2022 đến 2033.

## Thực vật độc đáo

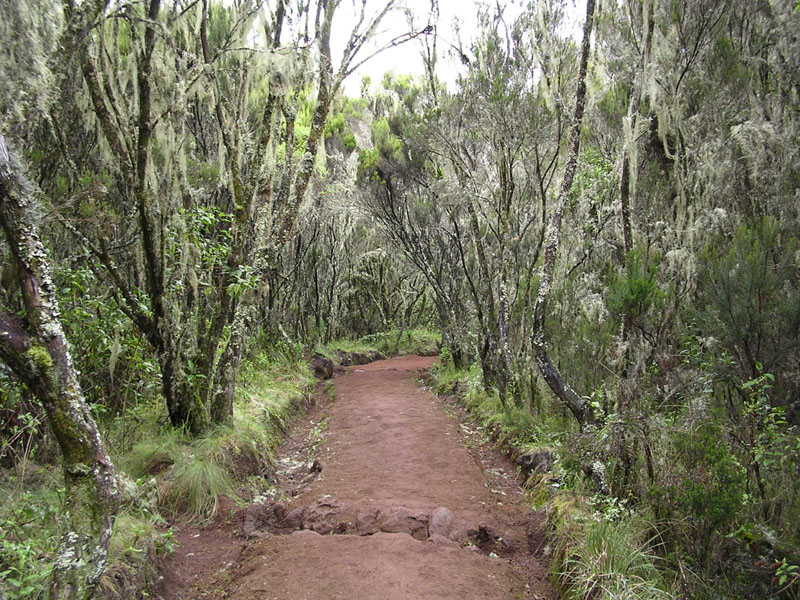
Rừng

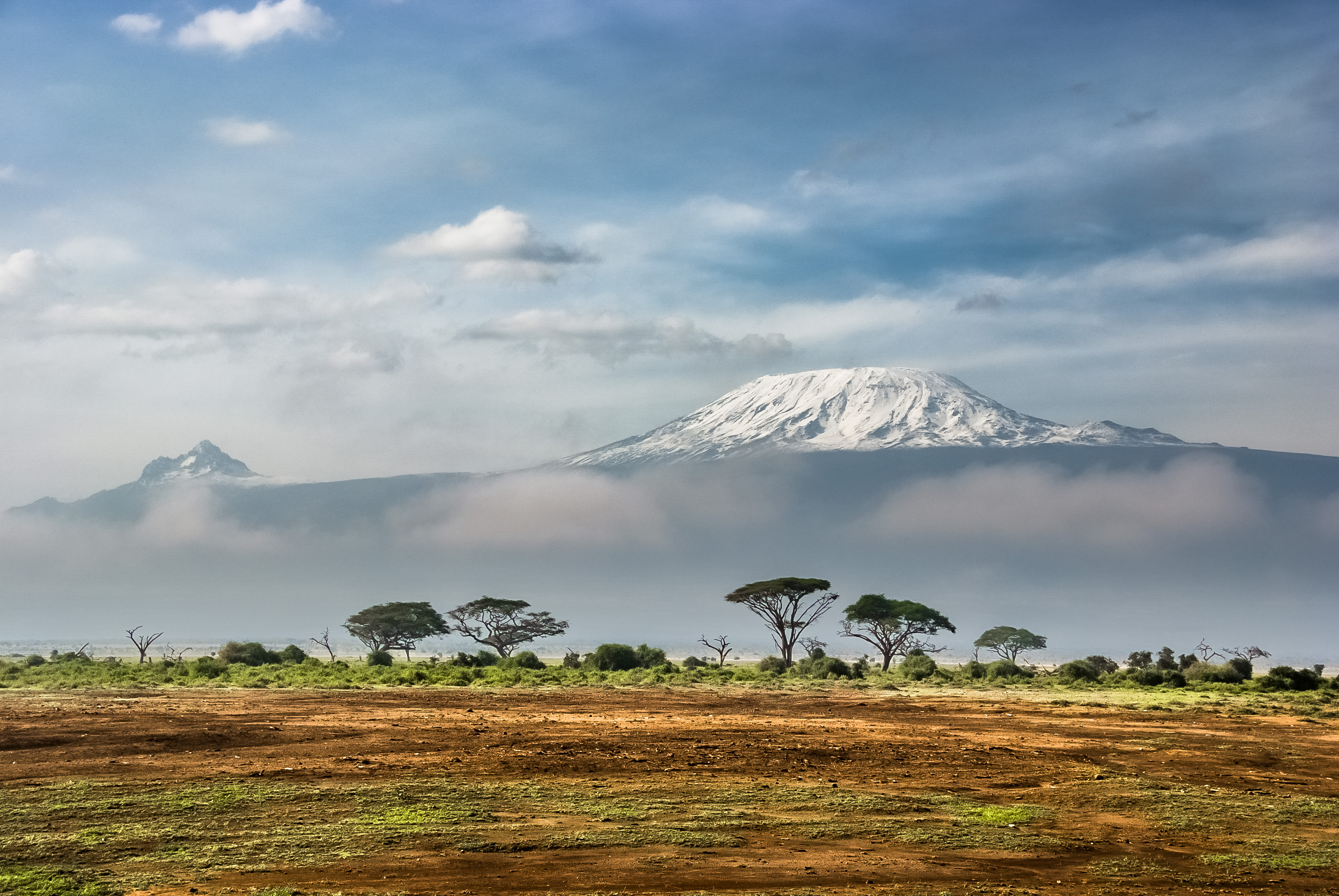
Nhìn từ vườn quốc gia Amboseli

Là một đảo trên bầu trời Afromontane, Kilimanjaro có sự đa dạng sinh học khổng lồ trong khi lại có ít loài đặc hữu. Tuy nhiên, các loài đặc hữu bao gồm Dendrosenecio trong bunchgrass tussock đồng cỏ bụi, và hệ thực vật khác thích nghi sống trong các điềm kiện núi cao.
Kilimanjaro có sự đa dạng lớn về kiểu rừng phân bố ở dải độ cao 3.000 m (9.843 ft) với hơn 1.200 thực vật có mạch. Rừng Ocotea núi cao xuất hiện ở sườn ướt phía nam. Các khu rừng cassipourea và Juniper phát triển trên sườn khô phía bắc. Rừng Erica Subalpine ở 4.100 m (13.451 ft) đại diện cho rừng mây ở độ cao lớn nhất ở châu Phi. Ngược lại với sự đa đa dạng sinh học phong phú này, thì mức độ loài đặc hữu lại thấp. Tuy nhiên, thực vật cổ trong rừng còn sót lại trong các thung lũng sâu nhất của các khu vực trồng trọt ở nơi thấp hơn cho thấy rằng hệ thực vật rừng phong phú đã sinh sống ở núi Kilimanjaro trong quá khứ, với các loài phân bố trong một dải hẹp mà chúng chỉ được phân bố ở các cung núi phía Đông. Độ đặc hữu thấp trên Kilimanjaro có thể là kết quả của sự phá hủy rừng ở độ cao thấp hơn chứ không phải là tuổi tương đối trẻ của ngọn núi.
Một đặc điểm khác của rừng trên Kilimanjaro là không có đới tre, mà chúng xuất hiện trên tất cả các ngọn núi cao ở Đông Phi với lượng mưa cao tương tự. Sinarundinaria alpina là thức ăn ưa thích của voi và trâu châu Phi. Trên Kilimanjaro các loài động vật ăn cỏ lớn này cũng có mặt ở sườn phía bắc, nơi nó quá khô để đới tre lớn phát triển. Chúng không có trong các khu rừng ở sườn ướt phía nam do địa hình và con người vì con người đã trồng trọt ở chân đồi ít nhất 2000 năm.
Tương tác các yếu tố vô sinh và hữu sinh này có thể giải thích không chỉ thiếu vằng đới tre trên Kilimanjaro mà còn có thể giải thích cho sự đa dạng về sinh học và ít đi của các loài đặc hữu. Nếu đúng như thế, các rừng của Kilimanjaro có thể là một ví dụ nổi bật về sự ảnh hưởng lớn và lâu dài của cả con người và động vật lên địa hình châu Phi.

### Đỉnh của Kilimanjaro

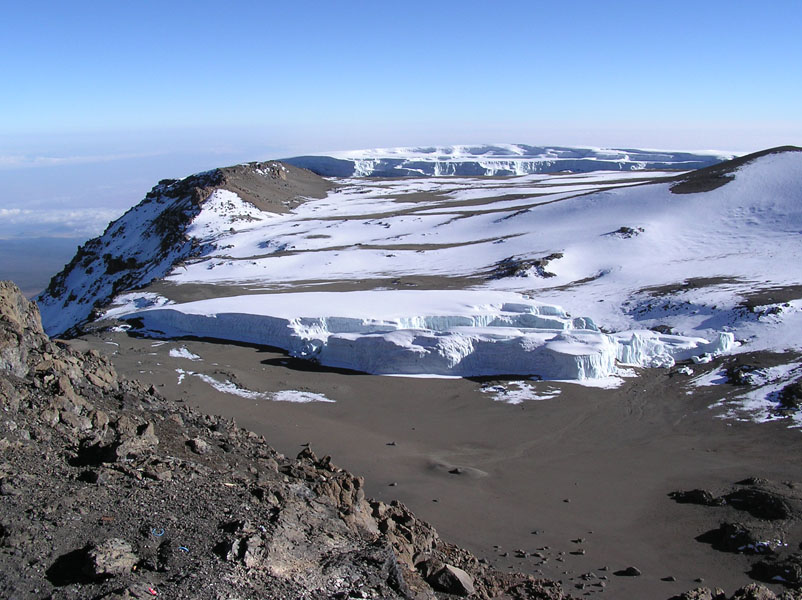
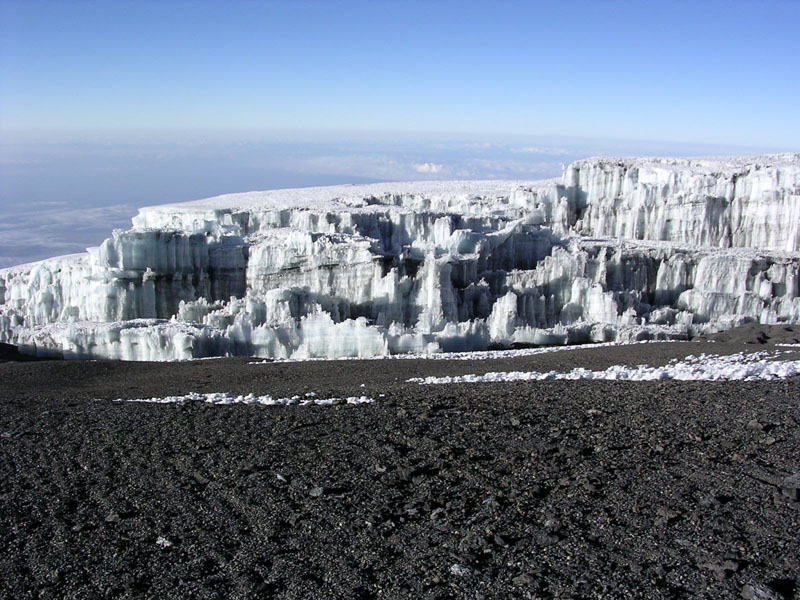
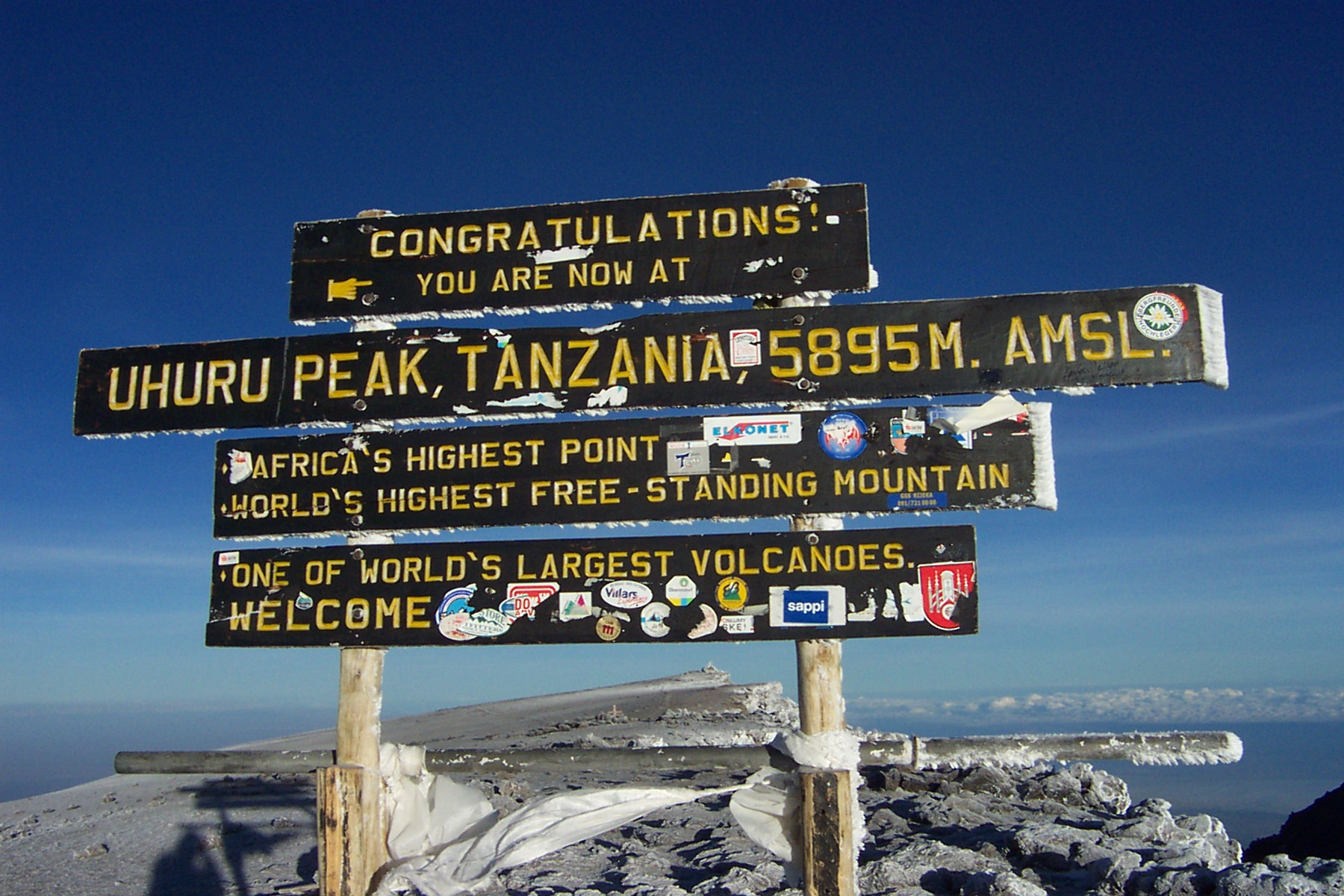

## Hình ảnh

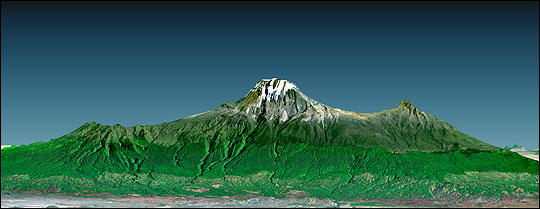
Kilimanjaro
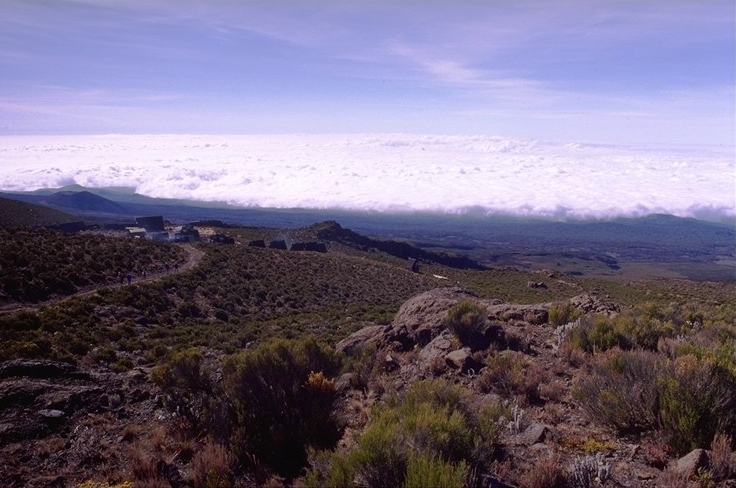
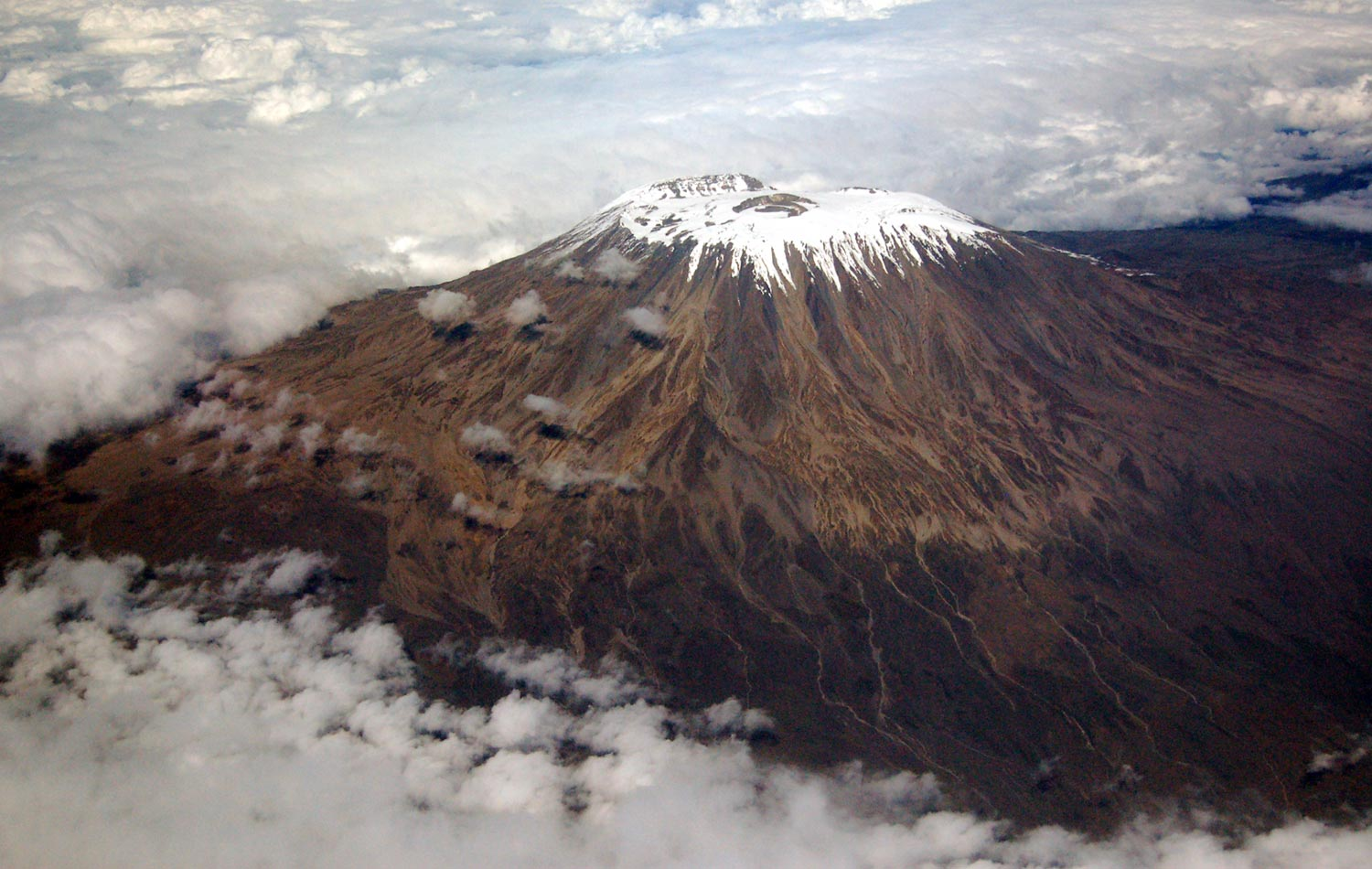
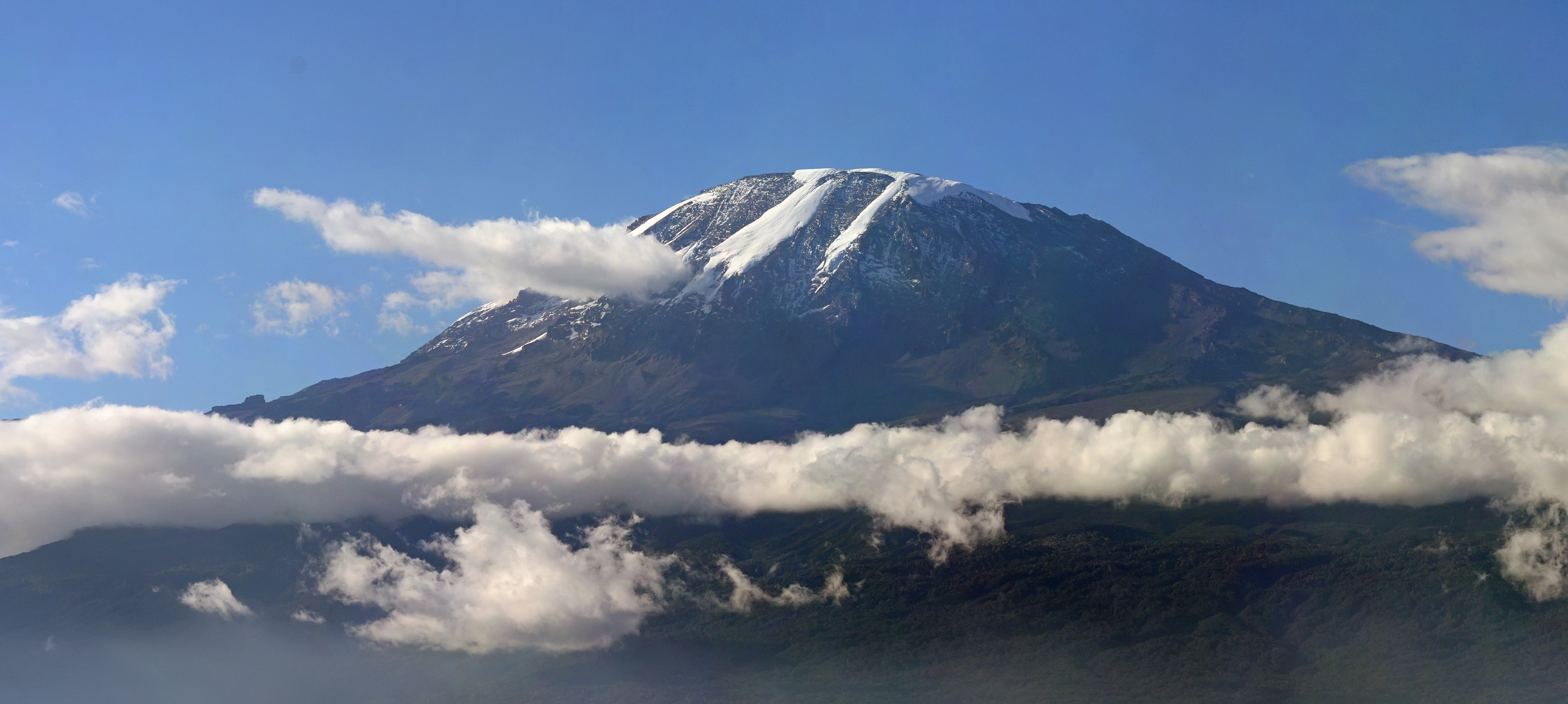

### Đỉnh Kibo

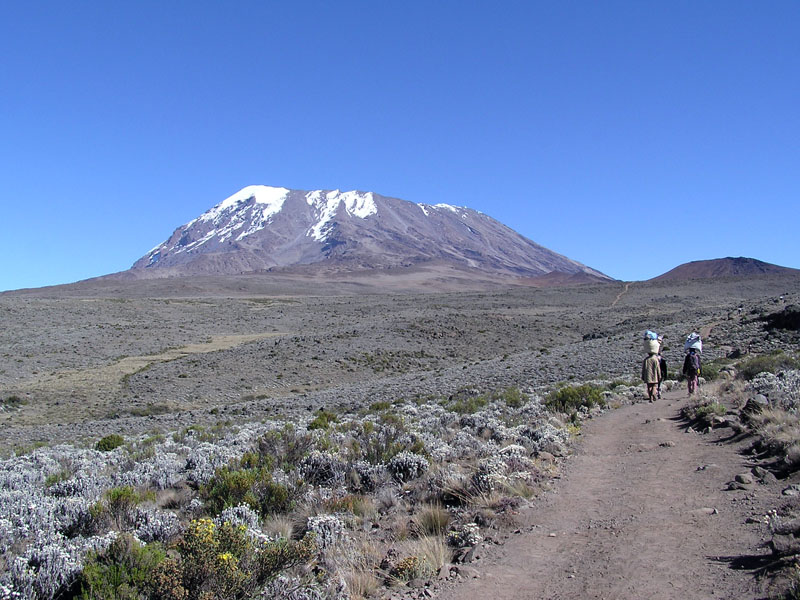
Đỉnh Kibo
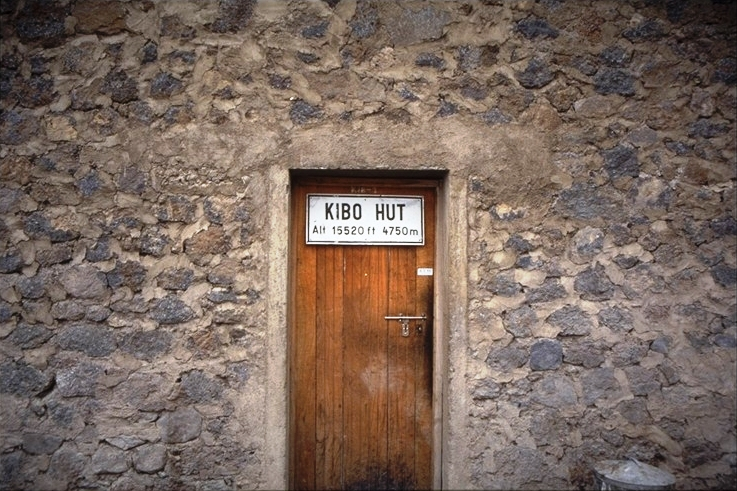
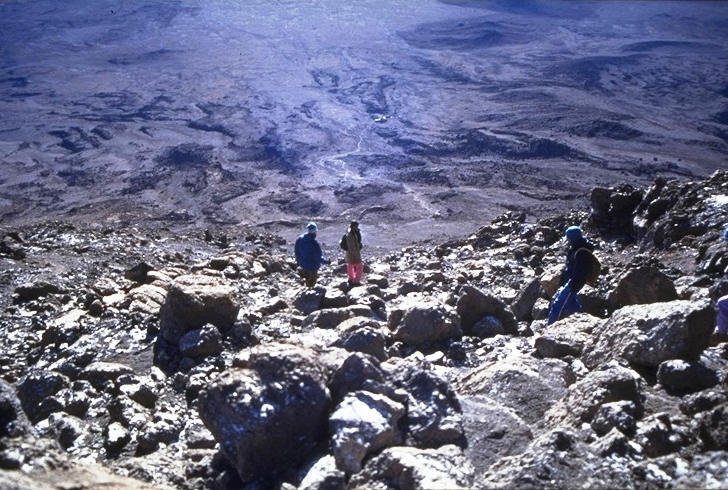

### Tuyến đường Marangu

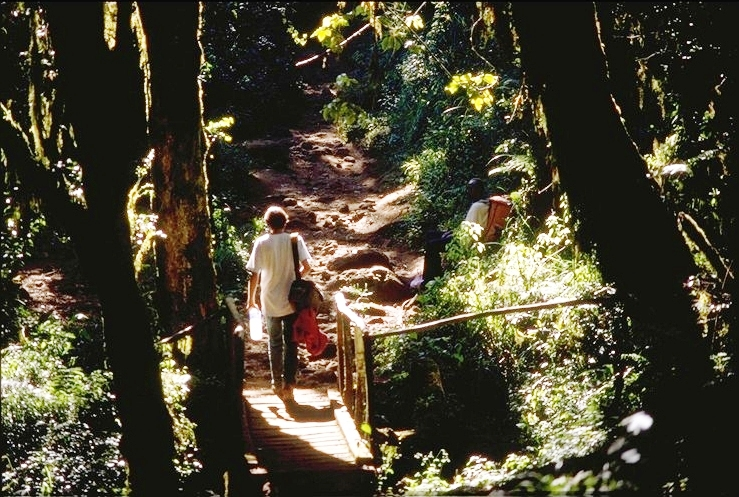
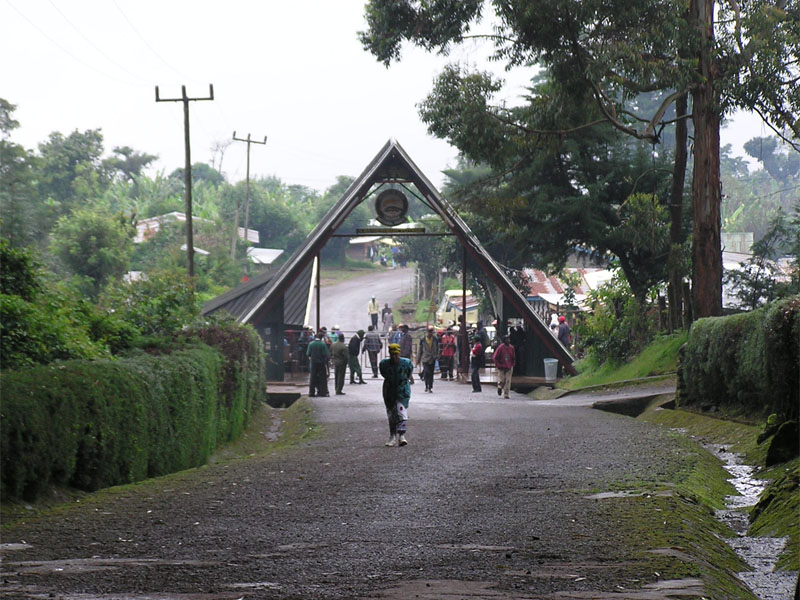
Marangu Gate (Start Point)
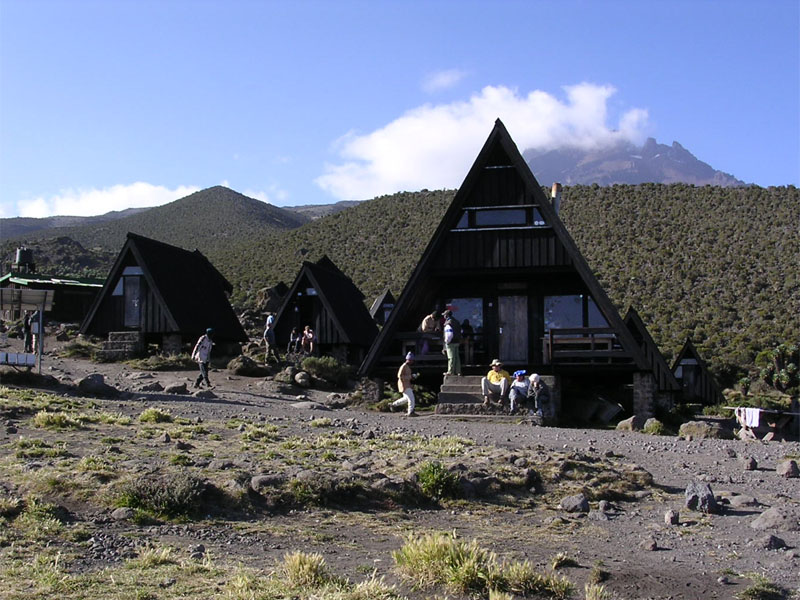
Horombo Hut

### Khám phá

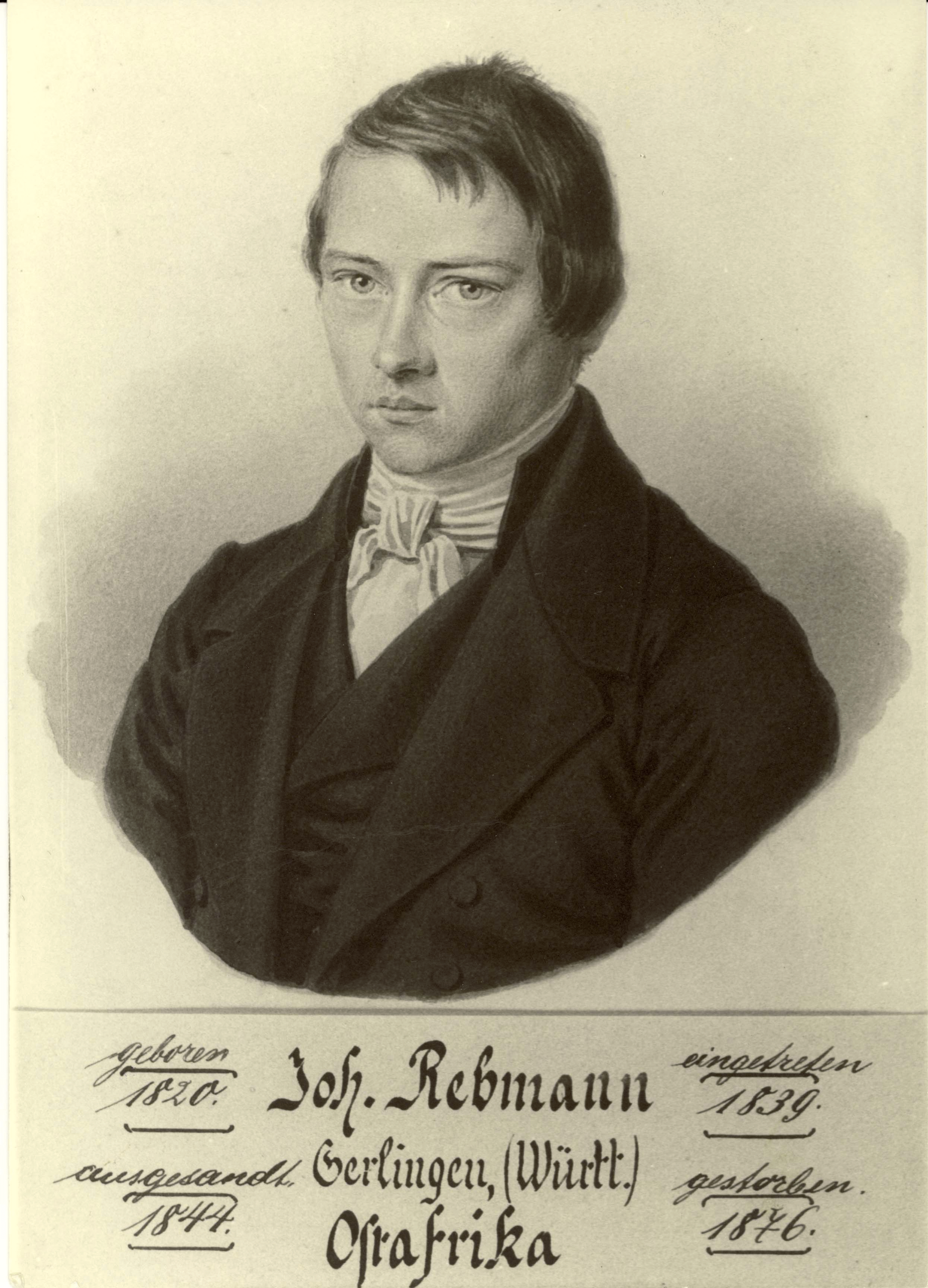
Johannes Rebmann là người châu Âu đầu tiên nhìn thấy Kilimanjaro ngày 11 tháng 5 năm 1848